# Alma Juventus Fano 1906 2016-2017
Questa voce raccoglie le informazioni riguardanti l'Alma Juventus Fano 1906 nelle competizioni ufficiali della stagione 2016-2017.

## Divise e sponsor
| 1ª divisa | 2ª divisa |

## Rosa
Dal sito internet ufficiale della società.
| N. |                   | Ruolo | Calciatore         |
| -- | ----------------- | ----- | ------------------ |
| 1  | Italia (bandiera) | P     | Pietro Menegatti   |
| 2  | Italia (bandiera) | D     | Valerio Zigrossi   |
| 3  | Ghana (bandiera)  | D     | Nii Nortey Ashong  |
| 4  | Italia (bandiera) | C     | Lorenzo Carotti    |
| 5  | Italia (bandiera) | D     | Manuel Ferrani     |
| 6  | Italia (bandiera) | D     | Andrea Torta       |
| 7  | Italia (bandiera) | C     | Umberto Cazzola    |
| 8  | Italia (bandiera) | C     | Vittorio Favo      |
| 9  | Italia (bandiera) | A     | Alberto Filippini  |
| 10 | Italia (bandiera) | C     | Davide Borrelli    |
| 11 | Italia (bandiera) | A     | Riccardo Cocuzza   |
| 12 | Italia (bandiera) | P     | Lorenzo Andrenacci |
| 13 | Italia (bandiera) | D     | Stefano Lanini     |
| 14 | Italia (bandiera) | C     | Alessandro Bellemo |

| N. |                   | Ruolo | Calciatore            |
| -- | ----------------- | ----- | --------------------- |
| 15 | Italia (bandiera) | A     | Simone Masini         |
| 16 | Italia (bandiera) | D     | Walter Zullo          |
| 17 | Italia (bandiera) | C     | Mattia Sassaroli      |
| 18 | Italia (bandiera) | A     | Giordano Fioretti     |
| 19 | Italia (bandiera) | D     | Marco Taino           |
| 20 | Italia (bandiera) | C     | Leonardo Capezzani    |
| 21 | Italia (bandiera) | C     | Gianmarco Gabbianelli |
| 23 | Italia (bandiera) | C     | Luciano Gualdi        |
| 24 | Italia (bandiera) | A     | Domenico Germinale    |
| 25 | Italia (bandiera) | C     | Tommaso Mea           |
| 26 | Italia (bandiera) | D     | Nicola Camilloni      |
| 27 | Italia (bandiera) | C     | Giorgio Schiavini     |
| 28 | Italia (bandiera) | A     | Daniele Melandri      |